# Alexandre Soumet
Alexandre Soumet, född den 8 februari 1788 i Castelnaudary, departement Aube, död den 30 mars 1845 i Paris, var en fransk skald. 
Soumet utnämndes 1810 till auditor i statsrådet och 1815, då han besjöng bourbonerna liksom förut Napoleon I, till bibliotekarie i Saint-Cloud. Sedan 1824 var han ledamot av Franska akademien och sedan 1830 bibliotekarie i Compiègne. 
Soumet grundlade sitt rykte med den vackra elegin La pauvre fille (1814) och de av Franska akademien 1815 prisbelönta poemen La découverte de la vaccine och Les derniers moments de Bayard. 
Soumet författade även dramatiska arbeten, Clytemnestre, Saul (båda från 1822), Norma (1831), som är förlagan till den kända operan med samma namn, med flera, samt de episka dikterna La divine épopée (2 band, 1840), en framställning av helvetets frigörelse genom Kristus, och Jeanne d'Arc (1846).